# Макаров, Константин Васильевич
Константин Васильевич Макаров (1923—1995) — участник Великой Отечественной войны, командир звена 74-го гвардейского штурмового авиационного полка 1-й гвардейской штурмовой авиационной дивизии 1-й воздушной армии 3-го Белорусского фронта, гвардии старший лейтенант, Герой Советского Союза.

## Биография
Родился 23 мая 1923 года в селе Личадеево ныне Ардатовского района Нижегородской области в семье служащего. Русский.
Окончил 9 классов. Жил в селе Звягино и посёлке Клязьма Пушкинского района Московской области.
В 1940 году был призван Пушкинским райвоенкоматом в ряды Красной Армии. В 1942 году окончил Ворошиловградскую военно-авиационную школу пилотов. В боях Великой Отечественной войны — с октября 1942 года. Член КПСС с 1943 года.
К августу 1944 года Константин Макаров совершил 95 боевых вылетов на «Ил-2», нанеся врагу значительный урон в боевой технике и живой силе: уничтожил 16 танков, 47 автомашин, 4 склада с горючим и 8 складов с боеприпасами, более 20 орудий (в том числе 8 зенитных), 2 дзота.
Участник операции «Багратион». Принимал участие в освобождении Кёнигсберга. Всего совершил в ходе войны 130 успешных боевых вылетов. Почти всю войну летал с воздушным стрелком  гвардии старшиной Дузем Иваном Филипповичем.
В 1945 году окончил Высшие офицерские лётно-тактические курсы, в 1952 году — Военно-воздушную академию (Монино). Летал на реактивных боевых машинах.
С 1960 года полковник К. В. Макаров — в запасе. Жил и работал в Ростове-на-Дону. Умер 27 февраля 1995 года.

## Награды
- Указом Президиума Верховного Совета СССР от 23 февраля 1945 года за мужество и героизм, проявленные при уничтожении живой силы и техники противника, гвардии старшему лейтенанту Макарову Константину Васильевичу присвоено звание Героя Советского Союза с вручением ордена Ленина и медали «Золотая Звезда» (№ 6128).
- Награждён четырьмя орденами Красного Знамени, орденами Богдана Хмельницкого 3-й степени, Александра Невского, двумя орденами Отечественной войны 1-и степени, орденом Красной Звезды, а также медалями.